# کارلا کودو
کارلا کِـوِدو (اسپانیایی: Carla Quevedo‎؛ زادهٔ ۲۳ آوریل ۱۹۸۸) بازیگر، طراح اهل آرژانتین است.
از فیلم‌هایی که وی در آن نقش داشته‌است، می‌توان به راز چشمان آن‌ها، چگونه مجرد باشیم، افسرده و جوانان در اورگن اشاره کرد.